# Josef Sloup-Štaplík
Josef Sloup-Štaplík   (Plzeň, 19 de desembre de 1897 - Txecoslovàquia, 26 d'octubre de 1954) és un exfutbolista txec de la dècada de 1920.
Fou 16 cops internacional amb la selecció txecoslovaca amb la qual participà en els Jocs Olímpics d'Estiu de 1924.
Pel que fa a clubs, defensà els colors de SK Slavia Praga.